# Anablepsoides beniensis
El rivulín boliviano es la especie Anablepsoides beniensis, un pez de agua dulce la familia de los rivulines en el orden de los ciprinodontiformes.

## Morfología
Cuerpo alargado y colorido típico de la familia, los machos pueden alcanzar los 4 cm de longitud máxima.

## Distribución geográfica
Se encuentran en la cuenca hidrológica del río Mamoré y río Guaporé, en Bolivia y Brasil.

## Hábitat
Viven en pequeños cursos de agua entre 28 y 32°C, de comportamiento bentopelágico, es una especie no migradora.